# Santuario Yoshimizu
Santuario Yoshimizu (吉水神社?, Yoshimizu-jinja) è un santuario scintoista ubicato sul Monte Yoshino nel distretto di Yoshino, prefettura di Nara, in Giappone. È dedicato all'imperatore Go-Daigo e al samurai Kusunoki Masashige.

## Storia
Nel 2004 è stato designato come parte del patrimonio dell'umanità dell'UNESCO con il nome di Siti sacri e vie di pellegrinaggio nella catena montuosa di Kii. Nel 2014 il tempio è stato coinvolto in uno scandalo quando si è scoperto che il blog privato del prete, Satō Kazuhiko, conteneva un incitamento all'odio estremo nei confronti di cinesi e coreani, oltre che era il capo di un gruppo locale di estremisti di destra.